# パルテナ (ゲームキャラクター)
パルテナ（Palutena）は、任天堂のコンピュータゲーム『パルテナの鏡シリーズ』に登場する架空のキャラクター。別名光の女神パルテナ。
担当声優は久川綾（『新・光神話 パルテナの鏡』）。Webアニメや『大乱闘スマッシュブラザーズシリーズ』も同様。

## 概要
『パルテナの鏡』における天界「エンジェランド」を統治する女神で、主人公ピットの主人・上司に当たり、「光の女神」とも呼ばれる人間の守護神。
外見は緑色の髪をして、舞台のモデルとなった古代ギリシャを思わせる服装をした欧州系の人間女性の姿をしている。靴下を履いているのは左足だけ。外見年齢は人間換算で22歳。
人間の守護神と言える存在で、人間に「神にもっとも近い存在」として（『新・パルテナ』のエンディングにおけるパルテナ自身の話によると「良くも悪くも、欲望に忠実で身勝手なところが神と共通している」）加護を与えている。ただし後述のように人間の負の面も把握しており、必要以上に人間には干渉しないスタンスをとっている。
女性語混じりの敬語で話すが、冗談好きでいい加減な面もあり、眼鏡をかけて得意げな顔をしたり、根も葉もないボケを言っては「いえ、言ってみただけですが」と切り返したりしてピットら周囲の人物を困惑させる。また、敵対したものや意にそぐわないものに対しては容赦なく冷徹な面もあり、意見が対立したメデューサにおぞましい呪いをかけた上で彼女を冥府界に封じ込めたり、混沌の遣いに取り憑かれて負の面が露になった時の言動などからもその事が窺える。パルテナ自身も、ハデスがメデューサの憎悪の念の深さからこの事を見抜いて指摘した際にあっさり「否定はしない」とこれを認めている。

## 光神話 パルテナの鏡
人間に悪事を行うメデューサに罰を与えたが、そのことでメデューサから憎まれ、怪物になったメデューサに捕らえられてしまう。だが、最後の力で捕らわれたピットを開放し、ピットはメデューサ撃退とともにパルテナ救出のため戦うこととなる。
当作品ではエンディングに登場するのみである。

## Kid Icarus: Of Myths and Monsters
別の世界からの侵略者「ORCOS」がやってくる事を感じ、それを対抗するため、ピットに「三種の神器」を扱いこなす為の修行を命じる。

## 新・光神話 パルテナの鏡
ピットに復活したメデューサと冥府軍の撃退を命じる。戦場ではピットに「飛翔の奇跡」で目的地まで飛ばしたり、各種奇跡の力などを与えるなど援護やアドバイスを行う。
かつて人間に酷い仕打ちをしていたメデューサに呪いをかけて醜い姿にした張本人であり、ピットに対して任務詳細を事前に説明せず「飛翔の奇跡」で戦場に送りつつ指令を与えるなど、桜井ディレクター曰く「意外と冷徹で短気な面がある」。ピットに指示を与える際にも、いい加減な言動やジョークをしばしば見せてピットを困惑させることがある。だが神の力や洞察力などは確かなものがあり、ハデスなども一目置くほどである。
17章にてオーラム軍との戦いに勝利した後、混沌の遣いにとりつかれ、イカロスと共に3年もの間、メデューサ同様地上界に暴虐を尽くすが、21章でピットが混沌の遣いを倒した後は光の女神に戻り、ピット対ハデスとの最後の戦いに導く。

## 大乱闘スマッシュブラザーズシリーズ
『大乱闘スマッシュブラザーズX』ではピットの最後の切りふだ「パルテナ親衛隊」の背景として登場する。また、亜空の使者のムービーにも登場する。
『大乱闘スマッシュブラザーズ for Nintendo 3DS / Wii U』では操作キャラクターとしては初めて登場する。12の奇跡から4つの必殺技が選べる。同作では各操作キャラクターごとの必殺技に通常・横・上・下の各方向に3種類ずつのバリエーションがあるカスタマイズ要素が存在するが、パルテナは通常の必殺技の派生ではなく、まったく異なる種類のものとなっている。オンライン対戦の「だれかと」では必殺技は固定されている。
カスタマイズ技として『新・パルテナ』でパルテナがピットに授ける特殊能力「奇跡」の一部である「グライダージャンプ」、「ロケットジャンプ」、「人間ミサイル」、「超速ダッシュ」、「テレポート」、「爆炎」、「反射盤」、「天の光」、「オート照準」、「カウンター」、「軽量化」、「打ち上げ花火」と言った必殺技は全て原作にある技を使用する。「最後の切りふだ」もその一部である「ブラックホール+波動ビーム」。
『大乱闘スマッシュブラザーズ SPECIAL』では必殺技はそれぞれ1種類に固定され、下必殺技は反射板とカウンターの性能が合わさったものになっている。

## amiibo
2015年6月11日に『大乱闘スマッシュブラザーズシリーズ』のamiiboが発売された。